# Carl Deichman
Carl Deichman, född den 1700 i Odense, död den 21 april 1780 i Porsgrunn, var en dansk-norsk industriman och samlare, son till Bartholomæus Deichman.
Deichman fick en lärd uppfostran, men bestämdes till att gå hovvägen, först som page, senare som hovjunkare. Vid faderns död 1731 avbröts hans karriär vid hovet. 
Senare uppnådde han poster i statlig tjänst, först som auskultant i Bjergværksdirektoriet i Kongsberg, därefter som assessor vid överhovrätten i Norge med kansliråds titel, en befattning han lämnade redan före 1738 och levde senare, efter att ha ärvt en rik farbror, som privatman, sysselsatt med lärda studier och styrelsen av sina järnverk vid Porsgrund. 
Deichman var medlem av det av Langebek stiftade Danske Selskab och av Videnskabernes Selskab, till vars skrifter han levererade uppsatser av bergsvetenskapligt och historiskt slag. Särskilt är hans arbeten om Norges bergshanteringshistoria av stort värde. For samtidens historia är hans uppteckningsböcker (utdrag i Meddelelser fra det norske Rigsarkiv, I, 1 ff.) och hans anmärkningar i tryckta böcker av stor betydelse. 
Deichman samlade ett betydande och kostbart bibliotek (på omkring 6 000 band), som han skänkte sin barndoms och ungdoms hemstad, Kristiania, där det Deichmanske Bibliotek nu är en kommunal inrättning till offentligt bruk.